# Five Finger Death Punch
Five Finger Death Punch (с англ. — «Смертельный удар пятью пальцами», сокращённо 5FDP и FFDP) — американская грув-метал-группа, образованная в 2005 году в Лос-Анджелесе, Калифорния, Золтаном Батори, гитаристом венгерского происхождения, в прошлом — басиста U.P.O. Кроме Батори в состав группы входят бывший вокалист Motograter и Ghost Machine Айвен Муди, барабанщик Чарли Энген, басист Крис Кейл и гитарист Энди Джеймс.
По словам вокалиста Айвена Муди, название группы взято из фильма Квентина Тарантино, но всё-таки первоначальным истоком был фильм о кунг-фу 70-х годов. Данная информация опирается на интервью с Эриком Блером 2008 года.

## История группы

### Основание иThe Way of the Fist (2005—2009)
Группа была основана в 2005 году Золтаном Батори, бас-гитаристом венгерского происхождения, в прошлом — участника U.P.O., и ударником Джереми Спенсером. Название группа получила от Гонконгского кино. В 2006 году к группе присоединился басист Мэтт Снелл, а позже Батори послал вокалисту Ghost Machine Айвену Муди материал группы, и он также присоединился к ней.
Five Finger Death Punch записали самостоятельно спродюсированный первый альбом The Way of the Fist со звукооператорами Стивом Бруно (англ. Stevo «Shotgun» Bruno (Mötley Crüe, Prong), и Майком Саркисяном (англ. Mike Sarkysian) (Spineshank) в 2006 году, сведением и мастерингом занимался гитарист Machine Head, Soulfly Логан Мэйдер (англ. Logan Mader). После выпуска альбома группа начала искать второго гитариста. Сначала с ними играл Калеб Бинэм, но довольно скоро его заменил Даррелл Робертс.
Успех в онлайн-чартах и активная концертная деятельность способствовали тому, что группа подписала контракт с авторитетной менеджмент-компанией The Firm (в числе клиентов которой — Korn, Limp Bizkit, Staind), и та в свою очередь подписала 5FDP к своему лейблу Firm Music/EMI. 10 июля 2007 года группа выпустила первый мини-альбом Pre-Emptive Strike через iTunes. Первый сингл из альбома, «The Bleeding», был выпущен 13 июля, а основной альбом The Way of the Fist вышел 31 июля. Он занял 107 позицию в Billboard 200 и первую в Top Heatseekers, а в 2011 году получил статус золотого.
Сингл «The Bleeding» стал хитом, вошёл в Top 10 и звучал на радио 8 месяцев. Как и предсказал Billboard Magazine, песня стала «концертным гимном» 2007 года, а видео к ней одержало победу в номинации MTV2’s Headbanger’s Ball Top 5 Metal Videos. Позже песня «The Bleeding» была включена в звуковую дорожку к фильму «Highgate Vampire».
В течение следующих 18 месяцев группа отыграла внушительный тур вместе с Korn, Disturbed, Slipknot и Machine Head, а также ещё дважды вошла в рок-чарты «Биллборда», продав более 300,000 пластинок, что многими было отмечено как существенное достижение, учитывая тот факт, что 5FDP имели в своём активе лишь один самостоятельно спродюсированный альбом.
В 2009 году Five Finger Death Punch выступили на фестивале Defenders of the Faith, организованном журналом Metal Hammer, наряду с Lamb of God и Dimmu Borgir.
В 2008—2009 годах все члены группы постепенно переехали в Лас-Вегас.

### War Is the Answer (2009—2010)
В апреле 2009 года группа приступила к работе над материалом нового альбома. В сентябре 2009 года на Prospect Records вышел альбом War Is the Answer, записанный участниками группы с продюсером Кевином Чурко (Оззи Осборн, In This Moment) и звукорежиссёром Энди Стаубом (Metallica, Mötley Crüe, Nickelback). Согласно пресс-релизу, «запись покажет настоящий взрослый звук группы, варьирующийся от незабываемой мелодики „Hard to See“ до брутального нигилизма „Burn It Down“, и удовлетворит всех фэнов от мала до велика». Журнал Kerrang! дал альбому оценку 4/5, отметив стилистическое сходство с Pantera и Slipknot, а в качестве единственного недостатка указав на банальность текстов.

### American Capitalist (2010—2011)
В ноября 2010 года группа начала записывать новый альбом American Capitalist в студии Hideout studios в Лас-Вегасе, штат Невада. Предполагалось, что альбом должен выйти в начале сентября 2011 года, но релиз состоялся 11 октября. Продюсером альбома снова стал Кевин Чурко. В конце апреля группа заявила, что басист Мэтт Снелл был уволен. 21 июня был объявлен новый бас-гитарист. Им стал Крис Кейл. 27 июля 2011 года выпущен первый сингл под названием «Under and Over It». После, вышло ещё несколько синглов с этого альбома. Песня «Back for More» включена в саундтрек к видеоигре Madden NFL 12. За трек «Coming Down» группа получила музыкальную премию в 2013 году за лучшую метал/хардкор песню.
В поддержку альбома группа отправилась в тур «Share the Welt», который длился 2 месяца.

### Got Your Six (2013—2015)
12 декабря 2013 года Five Finger Death Punch рассказали в интервью на радио, что они уже приступили к работе над шестым студийным альбомом. А 14 января 2015 года группа сообщила даты тура US Spring с 25 апреля по 9 мая, и также о намерении вернуться в студию, чтобы записать и выпустить новый альбом. 2 мая 2015 года группа анонсировала название шестого альбома, Got Your Six, а также выпустила тизер на новую песню под названием «Ain’t My Last Dance» на своей официальной странице в Facebook. Альбом, релиз которого был намечен на 28 августа 2015 года, был выпущен 4 сентября 2015 года.
19 мая 2015 года Five Finger Death Punch объявили о совместном туре по Северной Америке с Papa Roach для продвижения нового альбома. Их сопровождали In This Moment в качестве специальных гостей при поддержке From Ashes to New. Также группа выступила на главной сцене в рамках фестиваля Download 2015.

### A Decade Of DestructionиAnd Justice For None (2016—2018). Уход Спенсера.
27 апреля 2016 года Billboard сообщил, что лейбл группы, Prospect Park, подал иск против них 21 апреля 2016 года за нарушение условий контракта. Основанием для иска лейбл указывает то, что группа начала работать над новым альбомом без согласия самого лейбла.

Позже сами музыканты ответили на претензии со стороны Prospect Park:
«В своем иске лейбл утверждает, что FFDP застоялись, и называет наше звучание черствым, однако в письменном виде господин Квадинетц неоднократно ссылался на последний альбом „Got Your Six“ как на „лучший релиз“ коллектива. FIVE FINGER DEATH PUNCH являются самой продаваемой радио-рок-группой за последние 24 месяца, а также одной из самых продаваемых радио-рок-групп последнего десятилетия. На самом деле, существует множество доказательств, которые не позволяют назвать карьерную траекторию FIVE FINGER DEATH PUNCH иначе, как восходящей. Любое предположение о спаде FFDP не соответствует действительности. Prospect Park не хочет, чтобы мы записывали новый альбом с Кевином Чурко, который уже стал частью нашей семьи и работал над пятью альбомами FIVE FINGER DEATH PUNCH. Что же касается творческого процесса, господин Квадинетц никогда не появлялся в студии ни на одной из сессий. Он никогда не встречался с господином Чурко, тогда как Prospect Park неоднократно задерживал ему выплаты.»
Также музыканты рассказали о проблемах с алкоголем и наркотиками у вокалиста Айвена Муди:
«По части нашего вокалиста Айвена Муди — его проблемы далеко не секрет, но недавно они были успешно решены при поддержке его семьи и одногруппников в реабилитационном центре. Prospect Park Management или Prospect Park Recordings ни разу не выступали с инициативой помочь ему протрезветь. Они предпочитали, чтобы группа продолжала писать альбомы и гастролировать.»
В мае 2016 года группа подписывает новый контракт с новым лейблом, Rise Records. Музыканты пообещали выпустить новый альбом с прежним лейблом, прежде чем уйти к новому.
27 октября 2017 был выпущен первый сингл с грядущего альбома, который называется «Trouble». Спустя месяц, 1 декабря 2017, группа выпускает первый в своей дискографии официальный сборник «A Decade Of Destruction», который включает в себя все самые известные и любимые хиты, а также две новинки: песню «Trouble» и «Gone Away» — кавер на одноименную песню группы «The Offspring».
14 марта 2018 года был анонсирован новый альбом — «And Justice for None», релиз которого состоялся 18 мая 2018 года, а также анонсирован совместный тур с Breaking Benjamin, Nothing More и Bad Wolves в поддержку альбома. Для продвижения альбома вышло 3 сингла: «Fake» 6 апреля, «Sham Pain» 20 апреля и «When the Seasons Change» 4 мая.
Осенью 2018 года Джереми Спенсер был вынужден пропустить тур Five FInger Death Punch и Breaking Benjamin из-за операции на позвоночнике. Его временно, как изначально предполагалось, заменил Чарли Энген (Charlie Engen) из группы Scale the Summit. 18 декабря 2018 года Спенсер официально объявил об уходе из группы, связанным с проблемами со здоровьем и невозможности играть на том же уровне, что и раньше. По его словам, группе нужен кто-то, кто сможет дарить незабываемое шоу для публики, а он уже не сможет этого делать из-за операции. В 2020 году он основал проект под названием Psychosexual (позже переименованный в Psycho Synner), в котором взял на себя роль вокалиста. На данный момент у группы вышло 12 студийных альбомов.
В апреле 2019 года Five Finger Death Punch выпустили благотворительный сингл «Blue On Black», в записи которой приняли участие гитарист Queen Брайан Мэй, а также кантри-исполнители — Брэнтли Гилберт и Кенни Уэйн Шеппард. Все средства от продаж сингла были перечислены в благотворительный фонд Gary Sinise Foundation, который помогает американским ветеранам, пожарным, полицейским и их семьям. Песня изначально была написана Уэйном Шеппардом, Five Finger Death Punch сделали собственный кавер на неё и включили в альбом «And Justice for None».

### F8 и A Decade of Destruction, Volume 2 (2019—2020). Уход Хука.
9 мая 2019 года на официальном канале YouTube и аккаунте Instagram Five Finger Death Punch заявили о работе над новым альбомом. В начале июня 2019 группа официально подтвердила, что над новым альбомом работает Чарли Энген, который заменял Джереми Спенсера в осеннем туре группы в 2018 году.
2 декабря 2019 был выпущен первый сингл с грядущего альбома «F8», который называется «Inside Out». Была также объявлена дата выхода нового альбома — 28 февраля. После вышло ещё 2 сингла: «Full Circle» 3 января и «Living the Dream» 7 февраля 2020 года. Альбом «F8» вышел 28 февраля.
В конце 2019 года Хуку сделали срочную операцию на желчном пузыре, и ему пришлось прервать участие в европейском туре на середине, чтобы лечиться от её осложнений. Five FInger Death Punch официально подтвердили, что расстались с Джейсоном в феврале 2020 года, во время аншлагового стадионного тура по Европе. Хук, присоединившийся к группе в 2009 году, прокомментировал свой уход так: «Я имел удовольствие встретиться лично со столькими из вас. Спасибо за бесконечные истории о том, как наша музыка коснулась вашего сердца! Но больше всего на гастролях последних 12 лет меня радовали возможность играть на гитаре и видеть радость на ваших лицах каждый вечер. Именно этого мне будет больше всего не хватать». «Что же касается причины моего ухода… на самом деле, их несколько, — продолжил он. — Я играю в группах всю свою жизнь, и мне кажется, что здесь я сделал все хорошее, что мог. Пришло время передать дирижёрскую палочку и переключиться на новые вызовы». Джейсон передал факел новому соло-гитаристу — известному британскому виртуозу Энди Джеймсу.
«Джейсон — невероятный гитарист, так что нам пришлось найти человека из числа самых лучших в его профессии, — заявил гитарист Five FInger Death Punch Золтан Батори, — Такого, как Энди Джеймс, который сам по себе известен как виртуоз и способен занять место Джейсона. Энди доиграл с нами европейский тур в феврале, так что он уже прошел испытание огнем. Мы сразу же нашли общий язык как в музыкальном, так и в личном плане, так что выбор был очевиден. У нас даже день рождения в один день… Иногда это просто судьба».
В октябре 2020 года вышел второй сборник в дискографии группы «Decade of Destruction, Volume 2». В запись вошли хиты, которые отсутствовали в первом сборнике, а также 5 новых треков, не издававшихся ранее. Одним из таких треков является «Broken World», в записи которого принял участие новый гитарист группы Энди Джеймс.

### AfterLife и переиздание The Way of the Fist (2021—настоящее время)
В мае 2021 года группа заявила, что записывает новый альбом, выпуск которого должен состоятся в следующем году. Она также планирует летом 2022 года выпустить переиздание своего дебютного альбома The Way of the Fist. 12 апреля 2022 года вышел первый сингл «AfterLife» к девятому альбому AfterLife. В тот же день, группа объявила о туре по США с Megadeth, The Hu и Fire From The Gods, который пройдет с августа по октябрь 2022 года. Затем, 18 апреля, на официальной странице Five Finger Death Punch в instagram вышел тизер нового трека Welcome to The Circus. 13 мая вышел второй сингл «IOU», а также была объявлена дата выхода нового альбома — 19 августа. 10 июня вышел третий сингл «Welcome To The Circus». Четвёртый сингл «Times Like These» был выпущен 8 июля. Альбом «AfterLife» вышел 19 августа.
Во время выступления группы 19 мая на фестивале «Welcome To Rockville», вокалист Айвен Муди получил травму глаза. Он получил удар лазером в лицо и из-за этого Айвен временно не видит своим поврежденным глазом.
Сразу 2 клипа вышли 12 октября на песни «Times Like These» и «Welcome To The Circus». Данные клипы представляют собой отдельные эпизоды графического романа под названием «AfterLife», написанного гитаристом Золтаном.
Выступая на сцене в Денвере 14 октября, вокалист Айвен Муди заявил: «После этого года я собираюсь записать ещё один альбом Five Finger Death Punch, а затем я ухожу из хэви-метала». Одна из причин ухода музыканта является желание проводить с семьёй больше времени. Вскоре же Айвен сообщил, что передумал уходить из хэви-метала, сказав: «Я не могу уйти, музыка — это все, что у меня есть, и я не думаю, что, например, мои дети будут уважать меня в долгосрочной перспективе, если я брошу делать то, что привело меня сюда».

## Состав
| Текущие участники - Айвен Муди — вокал (2006-настоящее время) - Золтан Батори — ритм-гитара, бэк-вокал (2005-настоящее время) - Энди Джеймс — соло-гитара, бэк-вокал (2020-настоящее время) - Крис Кейл — бас-гитара, бэк-вокал (2011-настоящее время) - Чарли Энген — ударные (2018-настоящее время) | Бывшие участники - Мэтт Снелл — бас-гитара, бэк-вокал (2005—2010) - Калеб Бинэм — соло-гитара, бэк-вокал (2005—2006) - Даррелл Робертс — соло-гитара, бэк-вокал (2006—2009) - Джереми Спенсер — ударные (2005—2018) - Джейсон Хук — соло-гитара, бэк-вокал (2009—2020) |

## Дискография
Основная статья: Дискография Five Finger Death Punch
Студийные альбомы
- The Way of the Fist (2007)
- War Is the Answer (2009)
- American Capitalist (2011)
- The Wrong Side of Heaven and the Righteous Side of Hell, Volume 1 (2013)
- The Wrong Side of Heaven and the Righteous Side of Hell, Volume 2 (2013)
- Got Your Six (2015)
- A Decade Of Destruction (2017)
- And Justice for None (2018)
- F8 (2020)
- AfterLife (2022)

## Награды и номинации
Five Finger Death Punch были удостоены престижной награды «Soldier Appreciation Award» от Ассоциации американской армии. Примечательно, что до них такой наградой был награждён только Элвис Пресли.

Гитарист группы Золтан Батори отозвался о премии:
«Очевидно, что то, что мы хотим донести, находит понимание у ветеранов и у многих служащих. И знать о том, что твои слова и музыка вызывают реакцию у людей и как-то трогают их, для нас очень важно, и само по себе является наградой. И лично для меня это и есть основная роль музыканта — оказывать какое-то положительное влияние на чью-то жизнь»
Revolver Golden Gods Awards
| Год  | Номинируемая работа                       | Категория                | Результат |
| ---- | ----------------------------------------- | ------------------------ | --------- |
| 2012 | Золтан Батори, Джейсон Хук                | Лучший гитарист          | Номинация |
| 2012 | Айвен Муди                                | Лучший вокалист          | Номинация |
| 2012 | Джереми Спенсер                           | Лучший барабанщик        | Победа    |
| 2012 | American Capitalist                       | Альбом года              | Номинация |
| 2013 | Five Finger Death Punch                   | Лучшая концертная группа | Номинация |
| 2014 | The Wrong Side of Heaven … Volume 1 and 2 | Альбом года              | Номинация |
| 2014 | Айвен Муди                                | Лучший вокалист          | Номинация |
| 2014 | Золтан Батори, Джейсон Хук                | Лучший гитарист          | Номинация |
| 2014 | Крис Кейл                                 | Лучший басист            | Победа    |
| 2014 | Lift Me Up                                | Песня года               | Победа    |
| 2014 | Five Finger Death Punch                   | Самые преданные фанаты   | Номинация |

Metal Hammer Golden Gods Awards
| Год  | Номинируемая работа     | Категория                   | Результат |
| ---- | ----------------------- | --------------------------- | --------- |
| 2009 | Five Finger Death Punch | Лучшая новая группа         | Победа    |
| 2010 | Five Finger Death Punch | Лучшая прорывная группа     | Победа    |
| 2012 | Five Finger Death Punch | Лучшая международная группа | Номинация |
| 2012 | Золтан Батори           | Чертовски металлический     | Номинация |
| 2013 | Five Finger Death Punch | Лучшая международная группа | Номинация |
| 2014 | Five Finger Death Punch | Лучшая концертная группа    | Номинация |

Kerrang! Awards
| Год  | Номинируемая работа     | Категория                    | Результат |
| ---- | ----------------------- | ---------------------------- | --------- |
| 2009 | Five Finger Death Punch | Лучший международный новичок | Номинация |

Radio Contraband Rock Radio Awards
| Год  | Номинируемая работа     | Категория        | Результат |
| ---- | ----------------------- | ---------------- | --------- |
| 2011 | Five Finger Death Punch | Инди-артист года | Победа    |
| 2012 | Five Finger Death Punch | Инди-артист года | Победа    |
| 2012 | American Capitalist     | Альбом года      | Победа    |
| 2012 | Coming Down             | Песня года       | Победа    |
| 2013 | Five Finger Death Punch | Инди-артист года | Победа    |
| 2014 | Five Finger Death Punch | Инди-артист года | Победа    |
| 2014 | Wrong Side of Heaven    | Видео года       | Победа    |

Bandit Rock Awards
| Год  | Номинируемая работа                 | Категория                        | Результат |
| ---- | ----------------------------------- | -------------------------------- | --------- |
| 2014 | The Wrong Side of Heaven … Volume 1 | Лучший международный альбом      | Победа    |
| 2014 | Five Finger Death Punch             | Лучшая международная группа      | Победа    |
| 2016 | Five Finger Death Punch             | Лучший международный исполнитель | Победа    |
| 2019 | Five Finger Death Punch             | Лучший международный исполнитель | Победа    |
| 2019 | And Justice For None                | Лучший международный альбом      | Победа    |

Loudwire Music Awards
| Год  | Номинируемая работа                 | Категория               | Результат |
| ---- | ----------------------------------- | ----------------------- | --------- |
| 2013 | The Wrong Side of Heaven … Volume 1 | Рок-альбом года         | Номинация |
| 2013 | Lift Me Up                          | Рок-песня года          | Номинация |
| 2013 | Five Finger Death Punch             | Рок-группа года         | Номинация |
| 2013 | Five Finger Death Punch             | Самые преданные фанаты  | Номинация |
| 2013 | Five Finger Death Punch             | Лучший концертный номер | Номинация |
| 2014 | Wrong Side of Heaven                | Лучшее рок-видео        | Победа    |
| 2015 | Got Your Six                        | Лучший рок-альбом       | Номинация |
| 2015 | Wash It All Away                    | Лучшая рок-песня        | Номинация |
| 2015 | Five Finger Death Punch             | Лучшая рок-группа       | Номинация |
| 2015 | Золтан Батори, Джейсон Хук          | Лучший гитарист         | Номинация |
| 2015 | Джереми Спенсер                     | Лучший барабанщик       | Победа    |

SiriusXM Octane Music Awards
| Год  | Номинируемая работа     | Категория                | Результат |
| ---- | ----------------------- | ------------------------ | --------- |
| 2014 | Five Finger Death Punch | Лучшая концертная группа | Победа    |
| 2015 | Five Finger Death Punch | Артист года              | Победа    |

iHeartRadio Music Awards
| Год  | Номинируемая работа     | Категория       | Результат |
| ---- | ----------------------- | --------------- | --------- |
| 2016 | Five Finger Death Punch | Рок-артист года | Номинация |
| 2020 | Five Finger Death Punch | Рок-артист года | Номинация |
| 2020 | Blue on Black           | Рок-песня года  | Номинация |
| 2022 | Living the Dream        | Рок-песня года  | Номинация |
| 2022 | Five Finger Death Punch | Рок-артист года | Номинация |